# У холодильнику хтось сидів
У холодильнику хтось сидів (груз. მაცივარში ვიღაც იჯდა) — радянський художній фільм 1983 року, знятий на кіностудії «Грузія-фільм».

## Сюжет
Молодий вчений Мераб Цинцадзе після народження сина став найнещаснішою людиною на землі: хоч би як він придивлявся, не виявляв у цій дитині схожості ні з собою, ні з дружиною. Його горю і ревнощам не було меж. У всьому, що могло сховати людину, герой підозрював присутність суперника, навіть — у холодильнику. Але нещасливі дні для Мераба, на щастя всієї родини, закінчилися, коли в гості приїхала теща і всі виявили дивовижну схожість онука зі своєю бабусею.

## У ролях
- Бідзіна Чхеїдзе — Мераб
- Мака Махарадзе — Лія
- Зураб Купунія — Ніка
- Руслан Мікаберідзе — Арсен
- Давид Абашидзе — батько Лії
- Теймураз Хелашвілі — Коте
- Олександр Савицький — Гіві
- Омар Габелія — Шалва
- Олена Чавчавадзе — мати Лії
- Лаура Рехвіашвілі — Азо
- Вахтанг Елісаїшвиілі — професор Берідзе
- Жирайр Карапетян — Артем
- Зураб Квірквелія — Анзор
- Нугзар Лорія — епізод
- Нана Аладашвілі — епізод
- Тамара Баакашвілі — епізод
- Віген Вартанов — епізод
- Натіа Габідзашвілі — епізод
- Шалва Гедеванішвілі — епізод
- Ірма Гурієлі — епізод
- Марина Джаїані — епізод
- Зураб Капанадзе — епізод
- Саба Папашвілі — Васо
- Іване Сакварелідзе — епізод
- Реваз Таварткіладзе — епізод
- Іпполит Хвічія — епізод
- Гогі Чхеїдзе — епізод

## Знімальна група
- Режисер — Караман Мгеладзе
- Сценаристи — Караман Мгеладзе, Леван Челідзе
- Оператор — Георгій Челідзе
- Композитор — Нугзар Вацадзе
- Художник — Наум Фурман